# Tennessee Valley Authority
Pour les articles homonymes, voir TVA.

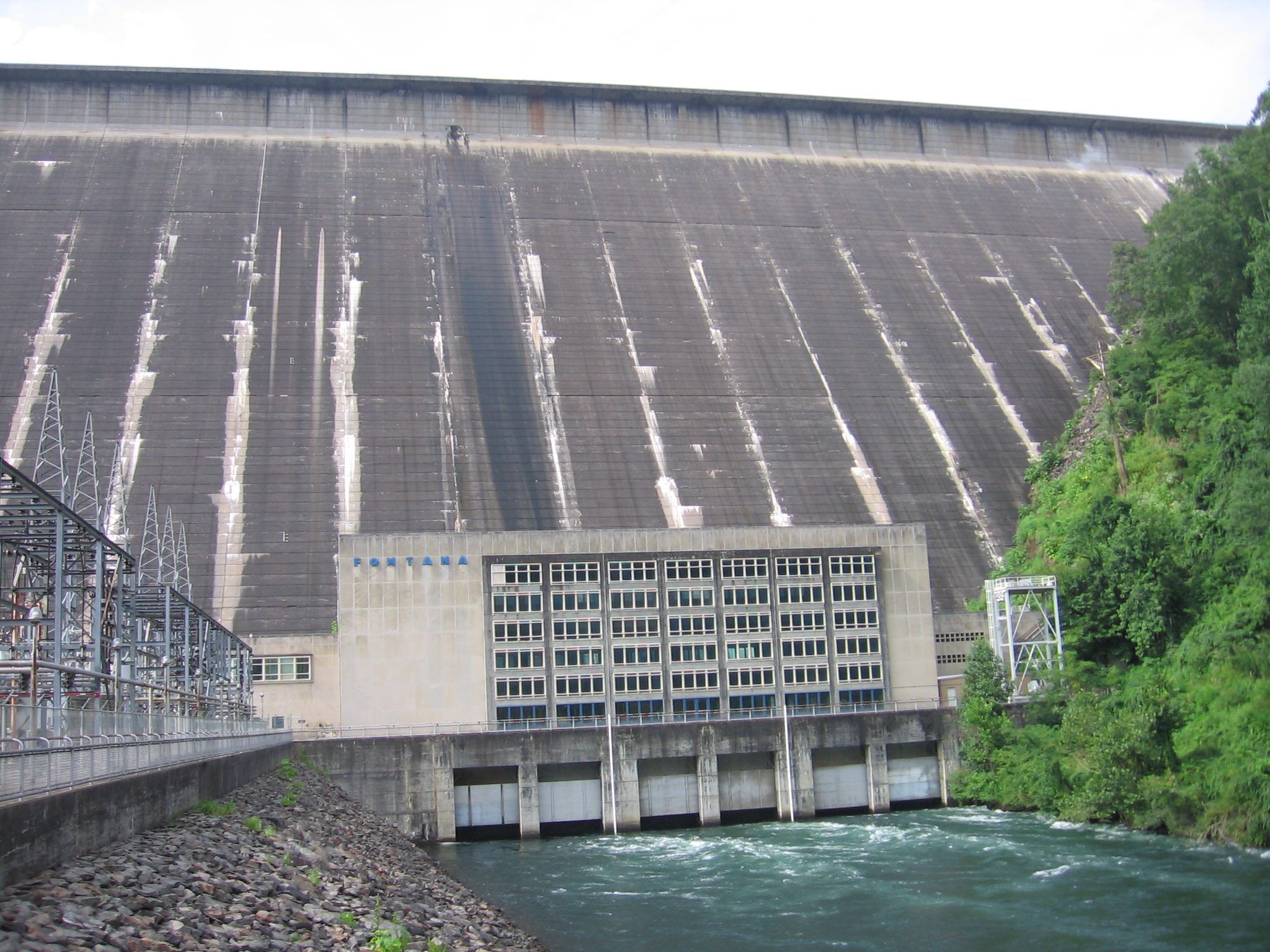
Barrage de Fontana, en Caroline du Nord, construit par la TVA.

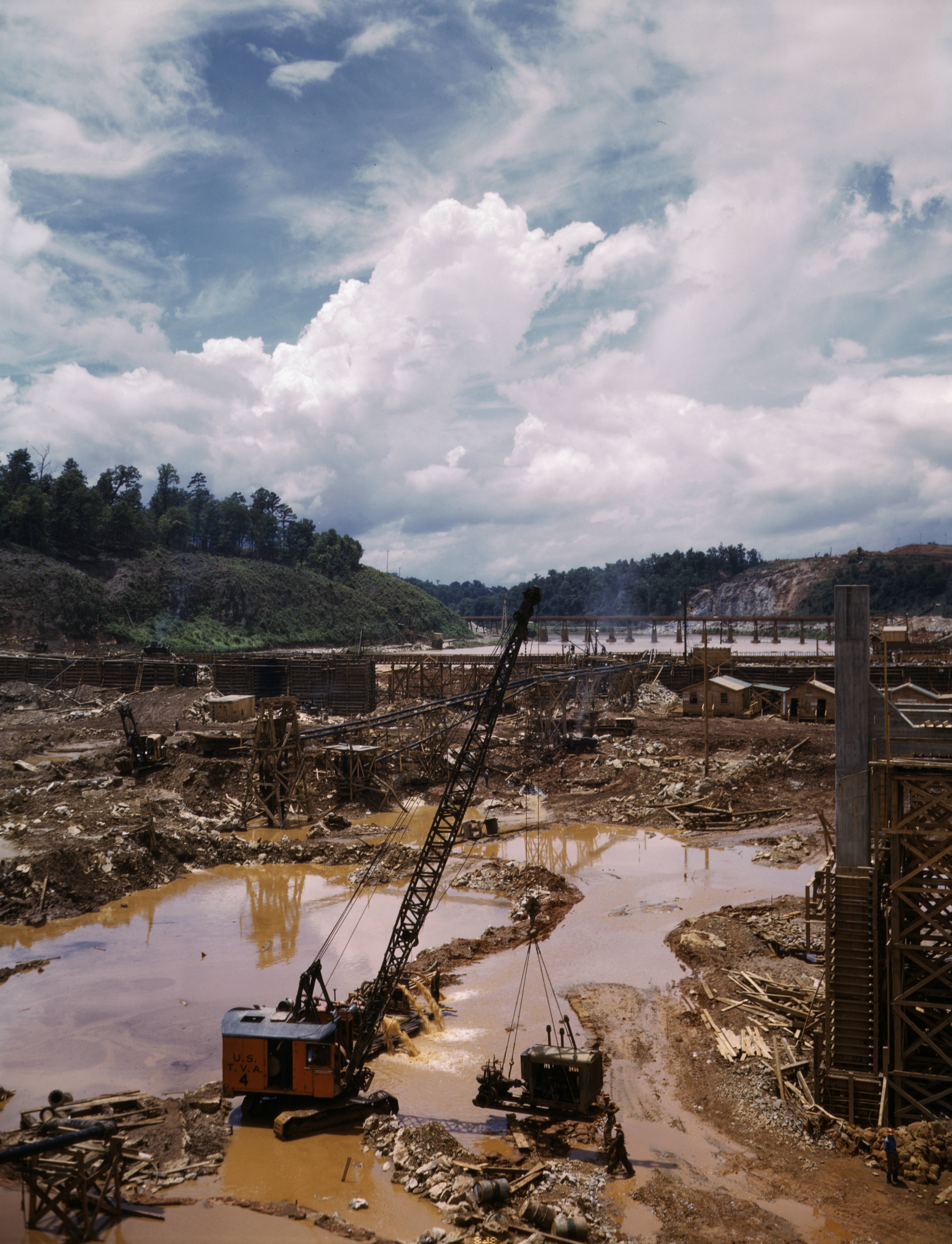
Chantier de construction du Barrage Douglas en juin 1942.

La Tennessee Valley Authority (TVA) est une entreprise américaine chargée de la navigation, du contrôle des crues, de la production d'électricité et du développement économique de la vallée du Tennessee.
Créée en 1933, son territoire couvre la plus grande partie du Tennessee, de grandes portions de l'Alabama et du Mississippi, et certaines régions de la Géorgie, du Kentucky, de la Caroline du Nord et de la Virginie. Elle est le 6ème plus grand service public d'électricité dans les États-Unis par capacité de production.

## Histoire
Au début des années 1930, la vallée du Tennessee était une région misérable : le chômage était très élevé, et les agriculteurs gagnaient peu, car les sols étaient épuisés et érodés par une culture et une exploitation forestière trop intensives.
La TVA fut créée le 18 mai 1933 par le président Franklin Delano Roosevelt, dans le cadre du New Deal. Son rôle était multiple : produire de l'électricité et assurer la navigabilité du fleuve de façon à attirer les industries (notamment les industries de transformation d'alumine pour l'entreprise Alcoa), restaurer l'équilibre écologique de la vallée, améliorer la productivité agricole, etc,. De plus, ce projet nécessitait une importante main d'œuvre, d'où un impact très bénéfique sur l'emploi.
De nombreux barrages hydroélectriques furent construits sur le Tennessee et ses affluents dans les années 1930 et 1940, l'effort de guerre augmentant la demande en énergie. À la fin de la guerre, la TVA était le premier producteur d'électricité du pays. 627 milles (1 009 km) de voies navigables avaient été aménagées sur le Tennessee. Les forêts avaient été replantées ; les méthodes de culture s'étaient améliorées.

### Après-guerre
Dans les années 1950 et 1960, la TVA diversifia sa production d'électricité pour faire face à une importante croissance économique dans la vallée : elle construisit des centrales thermiques au charbon, puis des centrales nucléaires : Browns Ferry a commencé construction en 1966, et Unité 1 a commencé à produire l'électricité en 1974,. Sequoyah et Watts Bar a été achevée plus tard. Chantiers des centrales sur les sites nucléaires Phipps Bend, Hartsville, Yellow Creek, et Bellefonte ont été abandonnés en les années 1980. Le chantier de Bellefonte a été recommencé, mais a été finalement abandonné en 2016,.
Dans les années 1970 et 1980, les prix de l'électricité furent multipliés par cinq à la suite des chocs pétroliers. La TVA s'engagea dans des programmes de réduction des coûts et d'économies d'énergie. Depuis, la réduction des coûts et la réduction de la pollution sont au centre des préoccupations de la TVA.

### Aujourd'hui
À la suite d'un procès intenté par l'Environmental Protection Agency (EPA), assistée par quatre États (Alabama, Kentucky, Caroline du Nord et Tennessee) et trois ONG (la National Parks Conservation Association, Our Children's Earth Foundation et le Sierra Club), la TVA a accepté en 2011 un accord conduisant à la fermeture de dix-huit réacteurs d'usines à charbon (dont les six de la centrale de Widows Creek, en Alabama, qui devraient être reconvertis en un centre de données par Google) et à l'installation de dispositifs de réduction catalytique sélective sur d'autres réacteurs. Une amende de dix millions de dollars a également été versée.
En 2025, sa production est composée de 22 centrales thermiques (4 au charbon, 17 au gaz, et une au diesel), 29 barrages hydroélectriques, une centrale pompage-turbinage, 3 centrales nucléaires, et de quelques unités de productions solaires et éoliennes. TVA a demandé un permis de construire une nouveau centrale nucléaire BWRX-300 à Clinch River de le U.S. NRC.